# Sistema de fuertes del Biobío

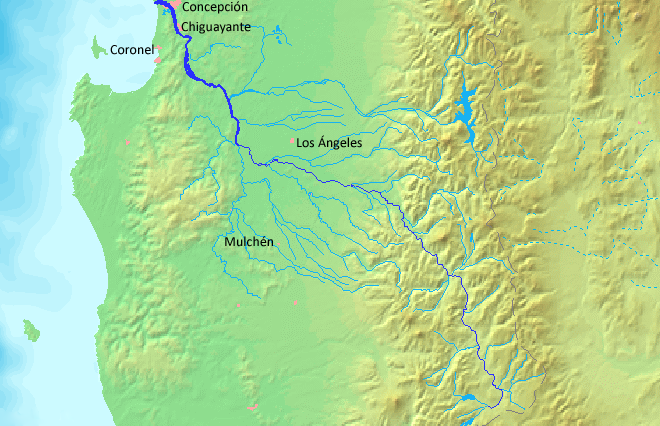
El río Biobío es el más largo y caudaloso de la región.

El Sistema de fuertes del Biobío fue un dispositivo creado por el gobernador Alonso de Ribera desde 1600 para fijar una frontera segura en el río Biobío entre los españoles y los mapuches tras la Rebelión mapuche de 1598, ocasionada por la batalla de Curalaba durante la Guerra de Arauco. Este dispositivo era afín o complementario con la política llamada Guerra defensiva que el padre Luis de Valdivia intentó hacer tras la construcción de los fuertes.

## Antecedentes
Durante la conquista Pedro de Valdivia fundó ciudades y fuertes en pleno territorio mapuche. Sin embargo, tras su derrota en Tucapel los mapuches comandados por Lautaro destruyeron la mayoría de estos y en su avance destruyeron Concepción y amenazaron Santiago, llegando hasta el río Mataquito.
Los españoles insistieron en la construcción de fuertes hasta 1598, cuando se produce el desastre de Curalaba y terminan todas las ciudades y fuertes destruidos al sur del río Biobío. El nuevo gobernador Alonso de Ribera decide entonces fijar una frontera segura y "fácil" de defender con varios fuertes en el Biobío. Estos fuertes debían ir lentamente avanzando sobre el territorio mapuche consolidando la conquista poco a poco.

## Funcionamiento

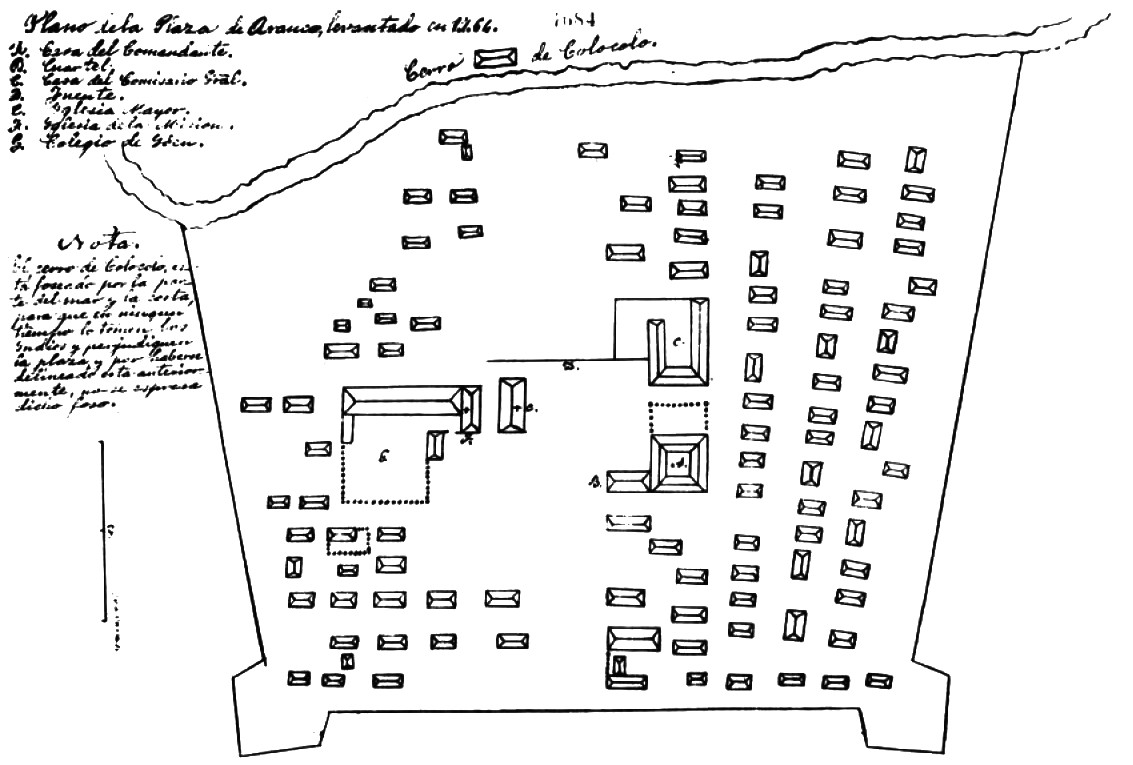
Plano de Arauco en 1764. Se aprecian las fortificaciones de una población marcada por la guerra.

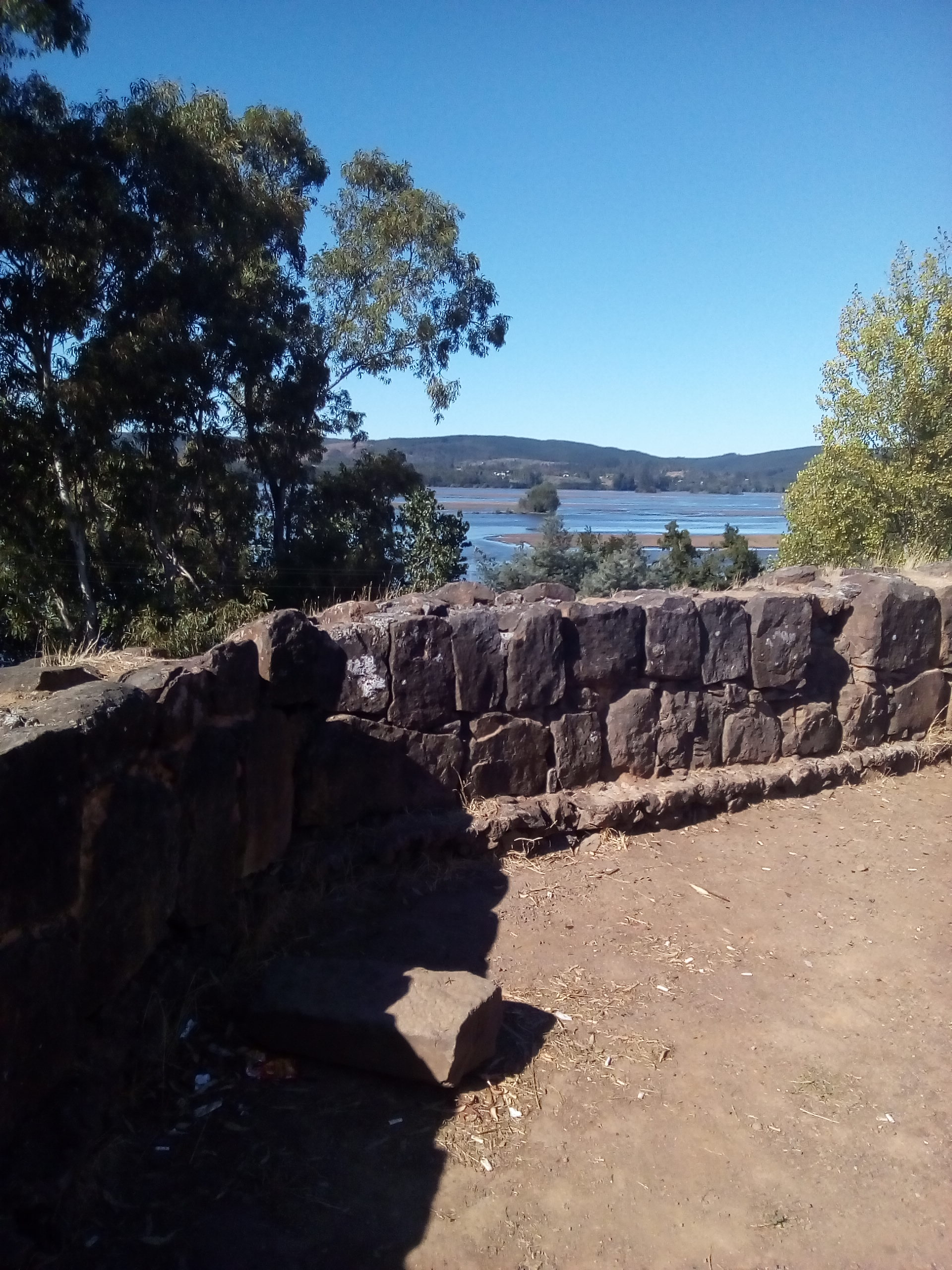
Fuerte de Santa Juana, aun en pie. Permitía controlar uno de los últimos vados del Biobío.

El dispositivo de fuertes estaba defendido por un ejército profesional y financiado por un impuesto especial llamado Real Situado, pagado en Lima por los comerciantes.
Los principales fuertes que conformaron el sistema que defendía La Frontera, luego del desastre español de Curalaba, eran:
- Fuerte la Planchada, ubicado en la Playa de Penco.
- Fuerte de Chepe, en la boca norte del río Biobío.
- Fuerte San Pedro de La Paz, fundado en 1604 (actualmente es un suburbio del gran Concepción), era lo que se considera actualmente "una cabeza de playa" que protegía la otra ribera del Biobío frente a Concepción.
- Fuerte Virguenco, cerca de Angol.
- Fuerte Santísima Trinidad y Fuerte del Espíritu Santo del Catiray, estaban frente a frente en cada ribera del Biobío, en la desembocadura del río Tavolevo.
- Fuerte de Colcura, cerca de Lota controlando el camino costero hacia Concepción.
- Fuerte de San Rosendo, ubicado en el cerro Centinela.
- Fuerte Jesús de Huenuraquí, cerca de Rere, punto estratégico.
- Fuerte Nuestra Señora de Buena Esperanza, conocida como la Estancia del Rey, edificado por la necesidad de cuidar los sembrados y ganado que de continuo eran objeto de robo. Servía además como punto intermedio para el socorro de los diferentes fuertes o como punto de retirada gradual entre una eventual ofensiva mapuche.
- Fuerte de Talcamávida, ubicado en la ribera norte del río Bíobío frente a Santa Juana.
- Fuerte de Santa Juana de Guadalcazar, emplazado en el Valle de Catiray, en la ribera sur del río Bíobío.
- Fuerte Santo Árbol de la Cruz, protegía la zona donde actualmente está la ciudad de Los Ángeles.
- Fuerte de Santa Bárbara, en la ribera norte del río Biobío a una distancia de 42 km al sureste de Los Ángeles.
- Fuerte Nuestra de Señora de Halle, en el Río Laja con el Biobío.
- Fuerte San Cristóbal de la Paz, cerca del paso de Torpellanca, sobre el río de Laja.
- Fuerte Santa Lucía de Yumbel, en la estratégica zona de Yumbel junto al cerro Centinela, permitía custodiar el valle.
- Fuerte de Nacimiento, edificado en la confluencia de los ríos Biobío y Vergara.
- Fuerte de San Jerónimo de Millapoa, ubicado a unos 20 kilómetros al norte de Nacimiento por la ribera del río Biobío, frente a la desembocadura del río Huaqui.
- Fuerte de Santa Fe, en la confluencia de los ríos Biobío y Vergara, cerca de la isla de Diego Díaz.
- Fuerte de Santa Margarita de Austria, ubicado a orillas del río Lebu.
- Fuerte de Paicaví, en la principal ruta hacia el territorio mapuche, en el cruce con el río Paicaví.
- Fuerte Tucapel, ubicado en la actual comuna de Cañete. Más tarde abandonado, trasladado y refundado en 1724 en las orillas del río Laja, donde dio origen al actual pueblo de Tucapel.
- Fuerte de Tolpán, ubicado en la ribera del actual río Renaico.
- Fuerte San Felipe de Arauco, ubicado en un principio en la confluencia de los ríos Conumo y Carampangue. El fuerte fue destruido por los mapuches en varias oportunidades entre los siglos XVI al XVIII y reconstruido otras tantas por los españoles, quedando ubicado finalmente a los pies del cerro Colo Colo.
- Fuerte San Juan Bautista de Purén, ubicado en el actual valle de Boyeco, posteriormente abandonado, trasladado y refundado en 1764 como Fuerte San Carlos de Purén, dando origen al pueblo de San Carlos de Purén.
- Fuerte de Lonquén, si bien estaba al norte del Biobío, su función era proteger los campos de los malones mapuches.
- Fuerte San Fabián de Conuco, construida a cuatro kilómetros al sur de la ciudad Rafael, en la zona limítrofe del Biobío, destinado a proteger de los ataques indígenas el Camino Real que comunicaba a Concepción con Chillán y Santiago.
- Fuerte de Negrete San Francisco de Borja.[1] Ubicado al sur del Biobío, primitivamente fue levantado con el nombre de San Francisco de Borja junto a la orilla sur del Duqueco y cercano a Mesamávida. De este asiento lo trasladó con su guarnición en 1613 el gobernador Alonso de Ribera al cerro Marimán.

## Tropas españolas en la frontera del Bío Bío en 1695
Las tropas españolas en la frontera del río Bío Bío en 1695 fueron las siguientes.
| Lugar           | Tipo de implentación | Número de tropas | Posición respecto al río |
| --------------- | -------------------- | ---------------- | ------------------------ |
| Chillán         | presidio             | 84               | norte                    |
| Concepción      | presidio             | 482              | norte                    |
| Yumbel          | tercio               | 467              | norte                    |
| Talcamávida     | fuerte               | 31               | norte                    |
| Buena Esperanza | fuerte               | 10               | norte                    |
| San Cristóbal   | fuerte               | 21               | norte                    |
| San Pedro       | fuerte               | 24               | sur                      |
| Colcura         | fuerte               | 14               | sur                      |
| Santa Juana     | fuerte               | 13               | sur                      |
| Arauco          | tercio               | 436              | sur                      |
| Tucapel         | fuerte               | 61               | sur                      |
| Purén           | fuerte               | 224              | sur                      |
| Nacimiento      | fuerte               | 18               | sur                      |

## Consecuencias
- Si bien lograron su objetivo de preservar el territorio, los fuertes no lograrán detener los malones ni las sublevaciones posteriores, siendo necesario reconstruir varias veces algunos de estos.
- Los soldados de las guarniciones, no siempre bien pagados y abastecidos, incurrirán en abusos que provocarán nuevas insurrecciones.
- La política de permitir malocas en territorio indígena para abastecerse de esclavos y riquezas será en complicidad o corrupción con las autoridades de los fuertes.
- Por los compromisos de paz alcanzados en la celebración de varios Parlamentos, los españoles se vieron en la obligación de demoler o no reconstruir los fuertes ubicados al sur del río Biobío, al delimitarse este río como frontera.
- Fracaso del plan de Ribera de ir avanzando sucesivas líneas de fuertes en el territorio mapuche para ir consolidando la conquista poco a poco.